# Sierra Leone
Sierra Leone o Serra Lleona (del portuguès "Serra Leoa"), oficialment República de Sierra Leone, és un estat de l'Àfrica Occidental. Limita amb Guinea al nord, Libèria al sud-est i l'oceà Atlàntic al sud-oest. Sierra Leone té una extensió total de 71,740 km² i una població estimada en 6.296.803 habitants. És un país amb clima tropical, amb un ecosistema que varia des de la sabana fins a selva pluvial.
La capital és Freetown, seu del govern, i la ciutat més gran del país. Bo és la segona ciutat més gran. Altres ciutats importants al país amb una població de més de 100.000 habitants són Kenema, Koidu Town i Makeni. Sierra Leone alberga el Fourah Bay College, la universitat més antiga de l'Àfrica occidental, creada el 1827. El seu punt més alt és el mont Bintumani de 1.945 msnm.
Sierra Leone és el país que figura com a últim a l'Índex de desenvolupament humà i el setè més baix a l'Indicador de Pobresa, derivat d'una Corrupció política endèmica i d'una supressió de la llibertat de premsa.

## Història
Els primers habitants de Sierra Leone foren els Sherbro, els Temne, els Limba, Tyra i, posteriorment, els Mende, que es referien al país com a Romarong, i els Kono, que s'establiren a l'est el país. El 1462, l'explorador portuguès Pedro da Cintra, que va donar el nom de Serra de Leão (Serra de Lleó). Sierra Leone es va tornar en un centre important del comerç transatlàntic d'éssers humans, fins que el 1787 la Sierra Leone Company va fundar Freetown per establir els antics esclaus negres i caribenys.
L'1 de gener de 1808, Freetown va passar a formar part de l'Imperi Britànic com a colònia; els esclaus que eren alliberats a alta mar per la marina anglesa, eren portats i esdevenien homes lliures; comerciants musulmans hi van anar i el 1830 van fundar la primera mesquita del país; alguns esclaus s'hi van aplegar, si bé els yorubes, localment anomenats aku, que ja eren musulmans, van fundar la seva pròpia comunitat a l'est de Freetown; aviat els aku es van dividir en dues fraccions que van restar dividides fins a finals del segle XX (1990). El 1896, l'interior del país va passar a ser un protectorat britànic de 73.326 km². La manca de missioners cristians a la part del nord del país va afavorir l'expansió de l'islam. Molts musulmans foren membres de les societats secretes com la masculina Poro i la femenina Sande. A partir dels anys cinquanta la riquesa procedent de l'explotació il·legal de mines de diamants es va destinar en part a la construcció de mesquites, especialment entre les ètnies Temne, Limba, i altres.
El 1961 colònia i protectorats units van aconseguir la independència. Més de dues dècades de negligència governamental seguit de la intervenció en el conflicte Liberià a les fronteres va portar finalment a la Guerra Civil de Sierra Leone, que començà el 1991 (en aquest any la població es dividia en un 30% de musulmans -més d'un milió de persones- i un 70% de cristians i altres religions, prop de tres milions) i va acabar l'any 2000 després que l'ONU, encapçalada per Nigèria, derrotés les forces rebels i restaurés el govern civil escollit el 1998 a Freetown. Des d'ençà, almenys 72.500 excombatents han estat desarmats i s'ha restablert la democràcia. El Tribunal Especial de Sierra Leone es va constituir el 2002 per jutjar crims de guerra i crims contra la humanitat, comesos des del 1996.

## Geografia

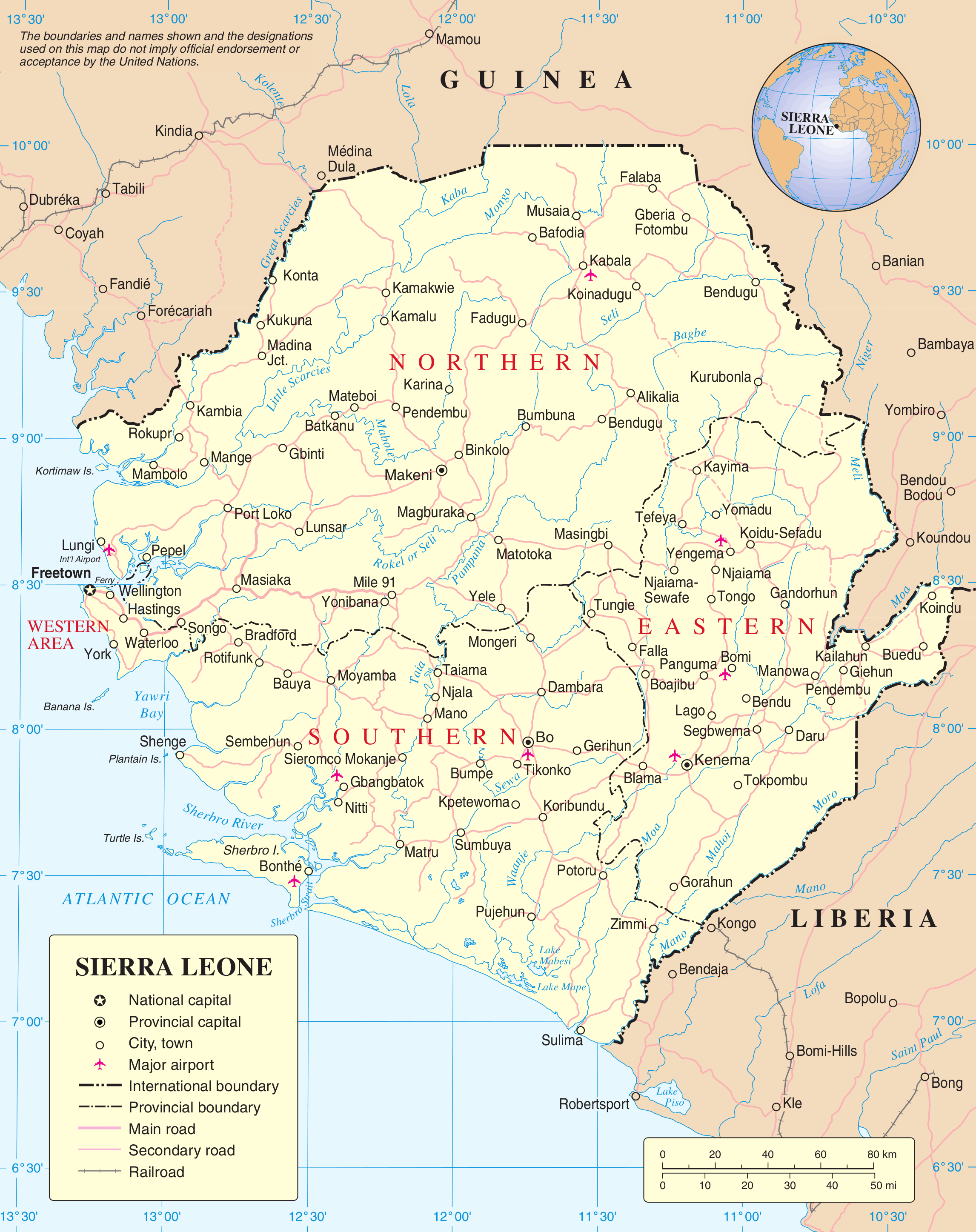
Un mapa de Sierra Leone

Mapa de Sierra Leone de la classificació climàtica de Köppen

Sierra Leone es troba a la costa sud-oest de l'Àfrica occidental, es troba principalment entre les latituds 7° i 10° N (una petita àrea es troba al sud de 7°), i les longituds 10° i 14° O. El país limita amb Guinea al nord i a l'est, Libèria al sud-est i l'oceà Atlàntic a l'oest i al sud-oest.
Sierra Leone té una superfície total de 71.740 km² , dividida en una superfície de 71.620 km² de terra i 120 km² d'aigua. El país té quatre regions geogràfiques diferents. A l'est de Sierra Leone, l'altiplà s'intercala amb altes muntanyes, on el mont Bintumani arriba als 1.980 m., el punt més alt del país. La part alta de la conca de drenatge del riu Moa es troba al sud d'aquesta regió.
El centre del país és una regió de planes de terra baixa, que conté boscos, matolls i terres de conreu, que ocupen aproximadament el 43% de la superfície terrestre de Sierra Leone. La secció nord d'aquesta ha estat classificada pel Fons Mundial per a la Vida Silvestre com a part de l'ecoregió del mosaic de la sabana i el bosc de Guinea, mentre que el sud són planes de bosc tropical i terres de cultiu.
A l'oest, Sierra Leone en té uns 400 km de costa atlàntica, donant-li recursos marins abundants i un potencial turístic atractiu. La costa té zones de manglars guineans baixos. La capital nacional Freetown es troba en una península costanera, situada al costat del port de Sierra Leone.
El clima és tropical, amb dues estacions que determinen el cicle agrícola: l'estació plujosa de maig a novembre, i una estació seca de desembre a maig, que inclou l'harmattan, quan bufen vents frescs i secs al desert del Sàhara i de nit la temperatura pot ser tan baixa com 16 °C. La temperatura mitjana és 26 °C i varia entre 26 i 36 °C aproximadament durant l'any.

### Biodiversitat
A Sierra Leone conviuen quatre ecoregions terrestres: boscos muntanyosos de Guinea, boscos de terres baixes de Guinea occidental, mosaic de boscos-sabana de Guinea i manglars de Guinea.
Les activitats humanes que es diu que són responsables o contribueixen a la degradació del sòl a Sierra Leone inclouen l'ús agrícola insostenible del sòl, les pràctiques pobres de gestió del sòl i l'aigua, la desforestació, l'eliminació de vegetació natural, el consum de llenya i, en menor mesura, el pasturatge excessiu i la urbanització.
La desforestació, tant per a la fusta comercial com per donar lloc a l'agricultura, és la principal preocupació i representa una pèrdua enorme de riquesa econòmica natural. La mineria i la tala i la crema per a la conversió de terres, com ara el pasturatge de bestiar, han fet disminuir dràsticament les terres boscoses a Sierra Leone des de la dècada de 1980. Està catalogat entre els països amb preocupació per les emissions, ja que té una cobertura forestal baixa amb altes taxes de desforestació (LFHD). Hi ha la preocupació que continuï l'explotació forestal intensa a la reserva forestal de Tama-Tonkoli, al nord. Les empreses de fusta han ampliat les seves operacions a Nimini, districte de Kono, província oriental; Jui, districte rural occidental, zona occidental; Parc Nacional de les Muntanyes de Loma, Koinadougu, Província del Nord; i amb plans per iniciar les operacions a la reserva forestal de Kambui al districte de Kenema, província oriental. El país tenia una puntuació mitjana de l'índex d'integritat del paisatge forestal de 2019 de 2,76/10, el que el va situar en el lloc 154 a escala mundial de 172 països.
La sobrepesca també és un problema a Sierra Leone.
La degradació de l'hàbitat del gos salvatge africà, Lycaon pictus, s'ha incrementat, de manera que es considera que aquest cànid ha estat extirpat a Sierra Leone.
Fins al 2002, Sierra Leone no tenia un sistema de gestió forestal a causa de la guerra civil que va causar desenes de milers de morts. Les taxes de desforestació han augmentat un 7,3% des del final de la guerra civil. Sobre el paper, 55 àrees protegides cobrien el 4,5% de Sierra Leone el 2003. El país té 2.090 espècies conegudes de plantes superiors, 147 mamífers, 626 ocells, 67 rèptils, 35 amfibis i 99 espècies de peixos.
La Fundació per la Justícia Ambiental ha documentat com el nombre de vaixells de pesca il·legals a les aigües de Sierra Leone s'ha multiplicat en els últims anys. La quantitat de pesca il·legal ha esgotat significativament les poblacions de peixos, privant les comunitats de pescadors locals d'un important recurs per a la supervivència. La situació és especialment greu, ja que la pesca és l'única font d'ingressos per a moltes comunitats d'un país que encara es recupera de més d'una dècada de guerra civil.
El juny de 2005, la Royal Society for the Protection of Birds (RSPB) i BirdLife International van acordar donar suport a un projecte de conservació i desenvolupament sostenible al bosc de Gola al sud-est de Sierra Leone, un important fragment supervivent de la selva tropical de Sierra Leone.

## Organització territorial
El territori de Sierra Leone s'organitza en un primer nivell en tres províncies (Septentrional, Oriental i Meridional) i una àrea (Àrea Occidental). En segon nivell es divideixen en 14 districtes i aquests en 159 chiefdoms.

## Economia
Sierra Leone és un dels països més pobres del món on gairebé la meitat de la població treballa en l'agricultura de subsistència, és a dir, només treballaven per sobreviure no per guanyar diners. A més a més compta amb una distribució de la riquesa bastant desigual. Té importants recursos minerals i pesquers i una agricultura encara per potenciar. La infraestructura social i econòmica no està molt desenvolupada, i diferents problemes socials segueixen obstaculitzant el desenvolupament econòmic, després d'una guerra civil de 9 anys. Prop de dos terços de la població en edat de treballar viu de l'agricultura de subsistència. La indústria es redueix al processament de matèries primeres i la indústria lleugera dirigida al mercat domèstic.
Hi ha plans per reobrir les mines de bauxita i rútil tancades durant el conflicte. La major font de divises per al país és l'extracció de diamants. A més, a partir d'agost de 2003 es van obrir les aigües territorials del país, dividides en set blocs, a l'exploració d'hidrocarburs. El futur de l'economia depèn en bona part de l'èxit d'aquests treballs, del manteniment de la pau interna i la continuació de la recepció d'una considerable ajuda de l'exterior, que no es podrà estendre indefinidament.
Recentment, han començat a implementar el Registre Marítim Internacional de Sierra Leone, amb seu administrativa a Nova Orleans, EUA. El registre està pensat com una organització externa que administra i supervisa els vaixells d'armadors estrangers que incorporen la matrícula dels seus vaixells a Sierra Leone, cosa que li permet al país una nova font de divises. Actualment el Registre Marítim Internacional ha expandit les seves oficines a diferents llocs del món, les quals funcionen com registradors signataris permetent a vaixells de propietat internacional incorporar a la flota sierraleonesa, especialment a vaixells de pesca.